# Tournoi masculin de basket-ball aux Jeux olympiques d'été de 2016
Cet article traite de l'épreuve masculine. Pour la compétition féminine, voir Tournoi féminin de basket-ball aux Jeux olympiques d'été de 2016.
Navigation
Londres 2012 Tokyo 2020
Le tournoi masculin de basket-ball aux Jeux olympiques d'été de 2016 se tient à Rio de Janeiro, au Brésil, du 6 au 21 août 2016.

## Préparation de l'événement

### Désignation du pays hôte
La commission exécutive du Comité international olympique a sélectionné le 4 juin 2008 quatre villes candidates parmi une liste de sept villes postulant à la candidature. Les quatre villes retenues (Chicago, Madrid, Rio de Janeiro et Tokyo) ont alors entamé la deuxième phase de la procédure.
À l'issue de celle-ci, le 2 octobre 2009 à Copenhague, après avoir étudié les dossiers de chaque ville, le jury désigne Rio de Janeiro comme ville hôte des Jeux olympiques de 2016 au terme de trois tours de scrutin. Lors du dernier tour, la ville brésilienne devance Madrid de trente-quatre voix.

### Lieu de la compétition
Le tournoi masculin de basket-ball se déroule dans l'Arena Carioca 1, une salle omnisports située à Barra da Tijuca dans l'ouest de Rio de Janeiro.
| Arena Carioca 1                                                    |
| Capacité: 16 000                                                   |
| Carioca Arena 1 salle de basket-ball pour les jeux olympiques 2016 |

### Calendrier
| P | 1er tour | ¼ | Quarts de finale | ½ | Demi-finales | B | Match pour la médaille de bronze | F | Finale |

| Sam 6 | Dim 7 | Lun 8 | Mar 9 | Mer 10 | Jeu 11 | Ven 12 | Sam 13 | Dim 14 | Lun 15 | Mar 16 | Mer 17 | Jeu 18 | Ven 19 | Sam 20 | Sam 20 | Dim 21 | Dim 21 |
| ----- | ----- | ----- | ----- | ------ | ------ | ------ | ------ | ------ | ------ | ------ | ------ | ------ | ------ | ------ | ------ | ------ | ------ |
| P     | P     | P     | P     | P      | P      | P      | P      | P      | P      |        | ¼      |        | ½      |        |        | B      | F      |

## Acteurs du tournoi

### Équipes qualifiées
Chaque Comité national olympique peut engager une seule équipe dans la compétition.
Les épreuves qualificatives du tournoi masculin de basket-ball des Jeux olympiques se déroulent du 31 août 2014 au 11 juillet 2016. En tant que pays hôte, le Brésil est qualifié d'office, tandis que les autres équipes passent par différents modes de qualifications continentales :
| Compétition                         | Date                          | Lieu                                    | Places | Qualifiés           |
| ----------------------------------- | ----------------------------- | --------------------------------------- | ------ | ------------------- |
| Pays organisateur                   | 2 octobre 2009                | Copenhague, Danemark                    | 1      | Brésil              |
| Coupe du monde 2014                 | 31 août - 15 septembre 2014   | Espagne                                 | 1      | États-Unis          |
| Championnat d'Afrique 2015          | 19 - 30 août 2015             | Tunisie                                 | 1      | Nigeria             |
| Tournoi des Amériques 2015          | 31 août - 12 septembre 2015   | Mexique                                 | 2      | Venezuela Argentine |
| Championnat d'Asie 2015             | 23 septembre - 3 octobre 2015 | Chine                                   | 1      | Chine               |
| Championnat d'Europe 2015           | 4 - 20 septembre 2015         | Allemagne - Croatie - France - Lettonie | 2      | Espagne Lituanie    |
| Championnat d'Océanie 2015          | 15 - 18 août 2015             | Australie - Nouvelle-Zélande            | 1      | Australie           |
| Tournois de qualification olympique | 4 - 11 juillet 2016           | Serbie                                  | 1      | Serbie              |
| Tournois de qualification olympique | 4 - 11 juillet 2016           | Philippines                             | 1      | France              |
| Tournois de qualification olympique | 4 - 11 juillet 2016           | Italie                                  | 1      | Croatie             |
| Total                               |                               |                                         | 12     |                     |

### Arbitres
La Fédération internationale de basket-ball amateur (FIBA) a sélectionné trente arbitres pour les deux tournois masculin et féminin :
| - OMA Ahmed Al-Bulushi - USA Steven Anderson - AUS Scott Beker - SRB Ilija Belošević - MAR Chahinaz Boussetta - GRE Chrístos Christodoúlou - DOM Natalia Cuello - CHN Zhu Duan - ESP Juan Carlos González - USA Lauren Holtkamp | - KOR Hwang In-tae - SLO Damir Javor - ANG Carlos Júlio - LAT Oļegs Latiševs - CAN Karen Lauik - ARG Leandro Lezcano - BRA Guilherme Locatelli - GER Robert Lottermoser - BRA Cristiano Maranho - AUS Vaughan Charles Mayberry | - GER Anne Panther - PHI Ferdinand Pascual - POL Piotr Pastusiak - CRO Sreten Radović - MEX José Reyes - UKR Borys Ryzhyk - CAN Stephen Seibel - PUR Roberto Vázquez - FRA Eddie Viator - CIV Nadege Zouzou |

### Joueurs
Le tournoi masculin est un tournoi international sans aucune restriction d'âge. Chaque nation doit présenter une équipe de 12 joueurs tous titulaires, dont l'un peut être un joueur naturalisé. Les douze joueurs peuvent être présents sur chaque feuille de match.

### Tirage au sort
Un premier tirage au sort partiel a eu lieu le 11 mars 2016, avant de connaître les résultats des trois tournois de qualification olympique. Le 11 juillet, à la suite des trois TQO, les dernières équipes qualifiées sont réparties aux places restantes par un nouveau tirage au sort.
| Pot 1              | Pot 2               | Pot 3         | Pot 4            | Pot 5               | Pot 6                 |
| ------------------ | ------------------- | ------------- | ---------------- | ------------------- | --------------------- |
| États-Unis Espagne | Venezuela Argentine | Nigeria Chine | Australie Brésil | Lituanie Qualifié 1 | Qualifié 2 Qualifié 3 |

Le groupe A accueille les qualifiés 1 et 2, tandis que le groupe 3 accueille le qualifié 3.
| Équipe  | Place      | Groupe   |
| ------- | ---------- | -------- |
| France  | Qualifié 1 | Groupe A |
| Serbie  | Qualifié 2 | Groupe A |
| Croatie | Qualifié 3 | Groupe B |

## Premier tour

### Format de la compétition
Les douze équipes qualifiées sont réparties en deux groupes de six. Chaque équipe marque deux points en cas de victoire, un point en cas de défaite et de défaite par défaut (l'équipe est réduite à deux joueurs sur le terrain) et zéro point en cas de forfait (impossibilité pour une équipe d'aligner cinq joueurs au départ du match).
Pour départager les équipes à la fin des matchs de poule, en cas d'égalité de points, le CIO a décidé d'appliquer les critères de la FIBA. Les équipes sont départagées suivant les critères suivants (dans l'ordre):
1. résultat des matchs particuliers ;
2. différence entre paniers marqués et encaissés entre les équipes concernées ;
3. différence entre paniers marqués et encaissés de tous les matchs joués ;
4. plus grand nombre de paniers marqués.

Les équipes terminant aux quatre premières places sont qualifiées pour le tournoi final à élimination directe.
| Légende                                                               |
| --------------------------------------------------------------------- |
| Les quatre meilleures équipes se qualifient pour les quarts de finale |
| Les deux dernières équipes sont éliminées du tournoi                  |

### Groupe A

#### Classement
| Rang | Équipe     | Pts | J | G | P | Pp  | Pc  | Diff |
| ---- | ---------- | --- | - | - | - | --- | --- | ---- |
| 1    | États-Unis | 10  | 5 | 5 | 0 | 524 | 407 | 117  |
| 2    | Australie  | 9   | 5 | 4 | 1 | 444 | 368 | 76   |
| 3    | France     | 8   | 5 | 3 | 2 | 423 | 378 | 45   |
| 4    | Serbie     | 7   | 5 | 2 | 3 | 426 | 387 | 39   |
| 5    | Venezuela  | 6   | 5 | 1 | 4 | 315 | 444 | -129 |
| 6    | Chine      | 5   | 5 | 0 | 5 | 318 | 466 | -148 |

#### Matchs
| 6 août 2016 14h15 (UTC−03:00) | Rapport | Australie                                          | 87-66                    | France                             |  | Carioca Arena 1, Rio de Janeiro Affluence : 8 719 Arbitres : Cristiano Maranho Steven Anderson Ferdinand Pascual |
| 6 août 2016 14h15 (UTC−03:00) | Rapport | Score par quart-temps : 20–14, 16–19, 25–15, 26–18 |                          |                                    |  | Carioca Arena 1, Rio de Janeiro Affluence : 8 719 Arbitres : Cristiano Maranho Steven Anderson Ferdinand Pascual |
| 6 août 2016 14h15 (UTC−03:00) | Rapport | Score par mi-temps : 36-33, 51-33                  |                          |                                    |  | Carioca Arena 1, Rio de Janeiro Affluence : 8 719 Arbitres : Cristiano Maranho Steven Anderson Ferdinand Pascual |
| 6 août 2016 14h15 (UTC−03:00) | Rapport | Mills 21 Baynes 8 Dellavedova 10                   | Points Rebonds Passes d. | Parker 18 Gobert 6 Diaw, Heurtel 3 |  | Carioca Arena 1, Rio de Janeiro Affluence : 8 719 Arbitres : Cristiano Maranho Steven Anderson Ferdinand Pascual |

| 6 août 2016 19h00 (UTC−03:00) | Rapport | Chine                                              | 62-119                   | États-Unis                           |  | Carioca Arena 1, Rio de Janeiro Affluence : 10 622 Arbitres : Stephen Seibel Oļegs Latiševs Sreten Radović |
| 6 août 2016 19h00 (UTC−03:00) | Rapport | Score par quart-temps : 10–30, 20–29, 17–32, 15–28 |                          |                                      |  | Carioca Arena 1, Rio de Janeiro Affluence : 10 622 Arbitres : Stephen Seibel Oļegs Latiševs Sreten Radović |
| 6 août 2016 19h00 (UTC−03:00) | Rapport | Score par mi-temps : 30-59, 32-60                  |                          |                                      |  | Carioca Arena 1, Rio de Janeiro Affluence : 10 622 Arbitres : Stephen Seibel Oļegs Latiševs Sreten Radović |
| 6 août 2016 19h00 (UTC−03:00) | Rapport | Yi 25 Zhao 6 Zhao 5                                | Points Rebonds Passes d. | Durant 25 Anthony, Jordan 7 Durant 6 |  | Carioca Arena 1, Rio de Janeiro Affluence : 10 622 Arbitres : Stephen Seibel Oļegs Latiševs Sreten Radović |

| 6 août 2016 22h30 (UTC−03:00) | Rapport | Venezuela                                         | 62-86                    | Serbie                           |  | Carioca Arena 1, Rio de Janeiro Affluence : 5 063 Arbitres : Chrístos Christodoúlou Zhu Duan Roberto Vázquez |
| 6 août 2016 22h30 (UTC−03:00) | Rapport | Score par quart-temps : 14–18, 9–26, 18–24, 21–18 |                          |                                  |  | Carioca Arena 1, Rio de Janeiro Affluence : 5 063 Arbitres : Chrístos Christodoúlou Zhu Duan Roberto Vázquez |
| 6 août 2016 22h30 (UTC−03:00) | Rapport | Score par mi-temps : 23-44, 39-42                 |                          |                                  |  | Carioca Arena 1, Rio de Janeiro Affluence : 5 063 Arbitres : Chrístos Christodoúlou Zhu Duan Roberto Vázquez |
| 6 août 2016 22h30 (UTC−03:00) | Rapport | Echenique 12 Colmenares 6 G. Vargas 5             | Points Rebonds Passes d. | Bogdanović 19 Štimac 9 Nedović 4 |  | Carioca Arena 1, Rio de Janeiro Affluence : 5 063 Arbitres : Chrístos Christodoúlou Zhu Duan Roberto Vázquez |

| 8 août 2016 14h15 (UTC−03:00) | Rapport | Serbie                                             | 80-95                    | Australie                        |  | Carioca Arena 1, Rio de Janeiro Affluence : 5 409 Arbitres : Cristiano Maranho Steven Anderson Guilherme Locatelli |
| 8 août 2016 14h15 (UTC−03:00) | Rapport | Score par quart-temps : 23–26, 20–14, 20–22, 17–33 |                          |                                  |  | Carioca Arena 1, Rio de Janeiro Affluence : 5 409 Arbitres : Cristiano Maranho Steven Anderson Guilherme Locatelli |
| 8 août 2016 14h15 (UTC−03:00) | Rapport | Score par mi-temps : 43-40, 37-55                  |                          |                                  |  | Carioca Arena 1, Rio de Janeiro Affluence : 5 409 Arbitres : Cristiano Maranho Steven Anderson Guilherme Locatelli |
| 8 août 2016 14h15 (UTC−03:00) | Rapport | Raduljica 25 Bogdanović 8 Marković 4               | Points Rebonds Passes d. | Mills 26 Bogut 12 Dellavedova 13 |  | Carioca Arena 1, Rio de Janeiro Affluence : 5 409 Arbitres : Cristiano Maranho Steven Anderson Guilherme Locatelli |

| 8 août 2016 19h00 (UTC−03:00) | Rapport | États-Unis                                        | 113-69                   | Venezuela                      |  | Carioca Arena 1, Rio de Janeiro Affluence : 10 572 Arbitres : Eddie Viator Damir Javor Scott Beker |
| 8 août 2016 19h00 (UTC−03:00) | Rapport | Score par quart-temps : 18–18, 30–8, 27–25, 38–18 |                          |                                |  | Carioca Arena 1, Rio de Janeiro Affluence : 10 572 Arbitres : Eddie Viator Damir Javor Scott Beker |
| 8 août 2016 19h00 (UTC−03:00) | Rapport | Score par mi-temps : 48-26, 65-43                 |                          |                                |  | Carioca Arena 1, Rio de Janeiro Affluence : 10 572 Arbitres : Eddie Viator Damir Javor Scott Beker |
| 8 août 2016 19h00 (UTC−03:00) | Rapport | George 20 Jordan 9 Lowry 9                        | Points Rebonds Passes d. | Cox 19 Echenique 7 G. Vargas 5 |  | Carioca Arena 1, Rio de Janeiro Affluence : 10 572 Arbitres : Eddie Viator Damir Javor Scott Beker |

| 8 août 2016 22h30 (UTC−03:00) | Rapport | France                                            | 88-60                    | Chine                  |  | Carioca Arena 1, Rio de Janeiro Affluence : 6 360 Arbitres : Juan Carlos García Roberto Vázquez Piotr Pastusiak |
| 8 août 2016 22h30 (UTC−03:00) | Rapport | Score par quart-temps : 19-14, 23-9, 22-22, 24-15 |                          |                        |  | Carioca Arena 1, Rio de Janeiro Affluence : 6 360 Arbitres : Juan Carlos García Roberto Vázquez Piotr Pastusiak |
| 8 août 2016 22h30 (UTC−03:00) | Rapport | Score par mi-temps : 42-23, 46-37                 |                          |                        |  | Carioca Arena 1, Rio de Janeiro Affluence : 6 360 Arbitres : Juan Carlos García Roberto Vázquez Piotr Pastusiak |
| 8 août 2016 22h30 (UTC−03:00) | Rapport | De Colo 19 Batum 10 Parker 8                      | Points Rebonds Passes d. | Yi 19 Yi 6 Ding, Guo 4 |  | Carioca Arena 1, Rio de Janeiro Affluence : 6 360 Arbitres : Juan Carlos García Roberto Vázquez Piotr Pastusiak |

| 10 août 2016 14h15 (UTC−03:00) | Rapport | Serbie                                             | 75-76                    | France                   |  | Carioca Arena 1, Rio de Janeiro Affluence : 6 901 Arbitres : Borys Ryzhyk Oļegs Latiševs Stephen Seibel |
| 10 août 2016 14h15 (UTC−03:00) | Rapport | Score par quart-temps : 17-26, 19-14, 24-17, 15-19 |                          |                          |  | Carioca Arena 1, Rio de Janeiro Affluence : 6 901 Arbitres : Borys Ryzhyk Oļegs Latiševs Stephen Seibel |
| 10 août 2016 14h15 (UTC−03:00) | Rapport | Score par mi-temps : 36-40, 39-36                  |                          |                          |  | Carioca Arena 1, Rio de Janeiro Affluence : 6 901 Arbitres : Borys Ryzhyk Oļegs Latiševs Stephen Seibel |
| 10 août 2016 14h15 (UTC−03:00) | Rapport | Raduljica 16 Jokić 7 Teodosić 9                    | Points Rebonds Passes d. | De Colo 22 Diaw 9 Diaw 9 |  | Carioca Arena 1, Rio de Janeiro Affluence : 6 901 Arbitres : Borys Ryzhyk Oļegs Latiševs Stephen Seibel |

| 10 août 2016 19h00 (UTC−03:00) | Rapport | Australie                                          | 88-98                    | États-Unis                             |  | Carioca Arena 1, Rio de Janeiro Affluence : 10 957 Arbitres : Chrístos Christodoúlou Juan Carlos Gonzalez Robert Lottermoser |
| 10 août 2016 19h00 (UTC−03:00) | Rapport | Score par quart-temps : 29-29, 25-20, 13-21, 21-28 |                          |                                        |  | Carioca Arena 1, Rio de Janeiro Affluence : 10 957 Arbitres : Chrístos Christodoúlou Juan Carlos Gonzalez Robert Lottermoser |
| 10 août 2016 19h00 (UTC−03:00) | Rapport | Score par mi-temps : 54-49, 34-49                  |                          |                                        |  | Carioca Arena 1, Rio de Janeiro Affluence : 10 957 Arbitres : Chrístos Christodoúlou Juan Carlos Gonzalez Robert Lottermoser |
| 10 août 2016 19h00 (UTC−03:00) | Rapport | Mills 30 Dellavedova 6 Dellavedova 11              | Points Rebonds Passes d. | Anthony 31 Cousins, Anthony 8 Irving 5 |  | Carioca Arena 1, Rio de Janeiro Affluence : 10 957 Arbitres : Chrístos Christodoúlou Juan Carlos Gonzalez Robert Lottermoser |

| 10 août 2016 22h30 (UTC−03:00) | Rapport | Venezuela                                          | 72-68                    | Chine                   |  | Carioca Arena 1, Rio de Janeiro Affluence : 6 223 Arbitres : Cristiano Maranho Guilherme Locatelli Sreten Radovic |
| 10 août 2016 22h30 (UTC−03:00) | Rapport | Score par quart-temps : 25-13, 13-22, 13-15, 21-18 |                          |                         |  | Carioca Arena 1, Rio de Janeiro Affluence : 6 223 Arbitres : Cristiano Maranho Guilherme Locatelli Sreten Radovic |
| 10 août 2016 22h30 (UTC−03:00) | Rapport | Score par mi-temps : 38-35, 34-33                  |                          |                         |  | Carioca Arena 1, Rio de Janeiro Affluence : 6 223 Arbitres : Cristiano Maranho Guilherme Locatelli Sreten Radovic |
| 10 août 2016 22h30 (UTC−03:00) | Rapport | Colmenares 16 Colmenares 5 G. Vargas 5             | Points Rebonds Passes d. | Yi 18 Yi 10 Guo, Zhou 3 |  | Carioca Arena 1, Rio de Janeiro Affluence : 6 223 Arbitres : Cristiano Maranho Guilherme Locatelli Sreten Radovic |

| 12 août 2016 14h15 (UTC−03:00) | Rapport | Chine                                              | 68-93                    | Australie                            |  | Carioca Arena 1, Rio de Janeiro Affluence : 7 704 Arbitres : Roberto Vázquez Carlos Peruga Sreten Radovic |
| 12 août 2016 14h15 (UTC−03:00) | Rapport | Score par quart-temps : 14-17, 20-27, 16-21, 18-28 |                          |                                      |  | Carioca Arena 1, Rio de Janeiro Affluence : 7 704 Arbitres : Roberto Vázquez Carlos Peruga Sreten Radovic |
| 12 août 2016 14h15 (UTC−03:00) | Rapport | Score par mi-temps : 34-44, 34-49                  |                          |                                      |  | Carioca Arena 1, Rio de Janeiro Affluence : 7 704 Arbitres : Roberto Vázquez Carlos Peruga Sreten Radovic |
| 12 août 2016 14h15 (UTC−03:00) | Rapport | Yi 20 Yi 9 Guo 5                                   | Points Rebonds Passes d. | Bairstow 17 Bairstow 9 Dellavedova 8 |  | Carioca Arena 1, Rio de Janeiro Affluence : 7 704 Arbitres : Roberto Vázquez Carlos Peruga Sreten Radovic |

| 12 août 2016 19h00 (UTC−03:00) | Rapport | États-Unis                                         | 94-91                    | Serbie                      |  | Carioca Arena 1, Rio de Janeiro Affluence : 11 413 Arbitres : Stephen Seibel Guilherme Locatelli Piotr Pastusiak |
| 12 août 2016 19h00 (UTC−03:00) | Rapport | Score par quart-temps : 27-15, 23-26, 22-21, 22-29 |                          |                             |  | Carioca Arena 1, Rio de Janeiro Affluence : 11 413 Arbitres : Stephen Seibel Guilherme Locatelli Piotr Pastusiak |
| 12 août 2016 19h00 (UTC−03:00) | Rapport | Score par mi-temps : 50-41, 44-50                  |                          |                             |  | Carioca Arena 1, Rio de Janeiro Affluence : 11 413 Arbitres : Stephen Seibel Guilherme Locatelli Piotr Pastusiak |
| 12 août 2016 19h00 (UTC−03:00) | Rapport | Irving 15 George 9 Irving, Cousins 5               | Points Rebonds Passes d. | Jokić 25 Jokić 6 Teodosić 6 |  | Carioca Arena 1, Rio de Janeiro Affluence : 11 413 Arbitres : Stephen Seibel Guilherme Locatelli Piotr Pastusiak |

| 12 août 2016 22h30 (UTC−03:00) | Rapport | France                                            | 96-56                    | Venezuela                                  |  | Carioca Arena 1, Rio de Janeiro Affluence : 7 312 Arbitres : Cristiano Maranho Robert Lottermoser Ferdinand Pascual |
| 12 août 2016 22h30 (UTC−03:00) | Rapport | Score par quart-temps : 23-18, 19-12, 24-17, 30-9 |                          |                                            |  | Carioca Arena 1, Rio de Janeiro Affluence : 7 312 Arbitres : Cristiano Maranho Robert Lottermoser Ferdinand Pascual |
| 12 août 2016 22h30 (UTC−03:00) | Rapport | Score par mi-temps : 42-30, 54-26                 |                          |                                            |  | Carioca Arena 1, Rio de Janeiro Affluence : 7 312 Arbitres : Cristiano Maranho Robert Lottermoser Ferdinand Pascual |
| 12 août 2016 22h30 (UTC−03:00) | Rapport | Lauvergne 17 Kahudi 12 Heurtel 8                  | Points Rebonds Passes d. | Echenique 12 J. Vargas 7 Colmenares, Cox 4 |  | Carioca Arena 1, Rio de Janeiro Affluence : 7 312 Arbitres : Cristiano Maranho Robert Lottermoser Ferdinand Pascual |

| 14 août 2016 14h15 (UTC−03:00) | Rapport | États-Unis                                         | 100-97                   | France                                  |  | Carioca Arena 1, Rio de Janeiro Affluence : 11 302 Arbitres : Borys Ryzhyk José Reyes Damir Javor |
| 14 août 2016 14h15 (UTC−03:00) | Rapport | Score par quart-temps : 30-24, 25-22, 26-23, 19-28 |                          |                                         |  | Carioca Arena 1, Rio de Janeiro Affluence : 11 302 Arbitres : Borys Ryzhyk José Reyes Damir Javor |
| 14 août 2016 14h15 (UTC−03:00) | Rapport | Score par mi-temps : 55-46, 45-51                  |                          |                                         |  | Carioca Arena 1, Rio de Janeiro Affluence : 11 302 Arbitres : Borys Ryzhyk José Reyes Damir Javor |
| 14 août 2016 14h15 (UTC−03:00) | Rapport | Thompson 30 Durant 6 Irving 12                     | Points Rebonds Passes d. | Heurtel, De Colo 18 Heurtel 8 Heurtel 9 |  | Carioca Arena 1, Rio de Janeiro Affluence : 11 302 Arbitres : Borys Ryzhyk José Reyes Damir Javor |

| 14 août 2016 19h00 (UTC−03:00) | Rapport | Australie                                         | 81-56                    | Venezuela                              |  | Carioca Arena 1, Rio de Janeiro Affluence : 9 459 Arbitres : Stephen Seibel Sreten Radović Carlos Peruga |
| 14 août 2016 19h00 (UTC−03:00) | Rapport | Score par quart-temps : 16-6, 16-19, 21-18, 28-13 |                          |                                        |  | Carioca Arena 1, Rio de Janeiro Affluence : 9 459 Arbitres : Stephen Seibel Sreten Radović Carlos Peruga |
| 14 août 2016 19h00 (UTC−03:00) | Rapport | Score par mi-temps : 32-25, 49-31                 |                          |                                        |  | Carioca Arena 1, Rio de Janeiro Affluence : 9 459 Arbitres : Stephen Seibel Sreten Radović Carlos Peruga |
| 14 août 2016 19h00 (UTC−03:00) | Rapport | Goulding 22 Broekhoff 8 Martin 4                  | Points Rebonds Passes d. | Pérez 12 Ruiz, G. Vargas 4 G. Vargas 7 |  | Carioca Arena 1, Rio de Janeiro Affluence : 9 459 Arbitres : Stephen Seibel Sreten Radović Carlos Peruga |

| 14 août 2016 22h30 (UTC−03:00) | Rapport | Serbie                                             | 94-60                    | Chine              |  | Carioca Arena 1, Rio de Janeiro Affluence : 7 367 Arbitres : Juan Carlos García Guilherme Locatelli Anne Panther |
| 14 août 2016 22h30 (UTC−03:00) | Rapport | Score par quart-temps : 24-18, 19-10, 35-15, 16-17 |                          |                    |  | Carioca Arena 1, Rio de Janeiro Affluence : 7 367 Arbitres : Juan Carlos García Guilherme Locatelli Anne Panther |
| 14 août 2016 22h30 (UTC−03:00) | Rapport | Score par mi-temps : 43-28, 51-32                  |                          |                    |  | Carioca Arena 1, Rio de Janeiro Affluence : 7 367 Arbitres : Juan Carlos García Guilherme Locatelli Anne Panther |
| 14 août 2016 22h30 (UTC−03:00) | Rapport | Bogdanović 19 Jokić 7 Teodosić 5                   | Points Rebonds Passes d. | Yi 20 Wang 8 Guo 8 |  | Carioca Arena 1, Rio de Janeiro Affluence : 7 367 Arbitres : Juan Carlos García Guilherme Locatelli Anne Panther |

### Groupe B

#### Classement
| Rang | Équipe                       | Pts | J | G | P | Pp  | Pc  | Diff |
| ---- | ---------------------------- | --- | - | - | - | --- | --- | ---- |
| 1    | Croatie (2v-1d) et (1v-0d)   | 8   | 5 | 3 | 2 | 400 | 407 | -7   |
| 2    | Espagne (2v-1d) et (0v-1d)   | 8   | 5 | 3 | 2 | 432 | 357 | 75   |
| 3    | Lituanie (1v-2d) et (1v-0d)  | 8   | 5 | 3 | 2 | 392 | 428 | -36  |
| 4    | Argentine (1v-2d) et (0v-1d) | 8   | 5 | 3 | 2 | 441 | 428 | 13   |
| 5    | Brésil                       | 7   | 5 | 2 | 3 | 411 | 407 | 4    |
| 6    | Nigeria                      | 6   | 5 | 1 | 4 | 392 | 441 | -49  |

#### Matchs
| 7 août 2016 14h15 (UTC−03:00) | Rapport | Brésil                                             | 76-82                    | Lituanie                            |  | Carioca Arena 1, Rio de Janeiro Affluence : 7 990 Arbitres : Eddie Viator Steven Anderson José Reyes |
| 7 août 2016 14h15 (UTC−03:00) | Rapport | Score par quart-temps : 17-27, 12-31, 23-12, 24-12 |                          |                                     |  | Carioca Arena 1, Rio de Janeiro Affluence : 7 990 Arbitres : Eddie Viator Steven Anderson José Reyes |
| 7 août 2016 14h15 (UTC−03:00) | Rapport | Score par mi-temps : 29-58, 47-24                  |                          |                                     |  | Carioca Arena 1, Rio de Janeiro Affluence : 7 990 Arbitres : Eddie Viator Steven Anderson José Reyes |
| 7 août 2016 14h15 (UTC−03:00) | Rapport | Barbosa 21 Nenê 8 Huertas 3                        | Points Rebonds Passes d. | Kalnietis 16 Jankūnas 7 Kalnietis 8 |  | Carioca Arena 1, Rio de Janeiro Affluence : 7 990 Arbitres : Eddie Viator Steven Anderson José Reyes |

| 7 août 2016 19h00 (UTC−03:00) | Rapport | Croatie                                            | 72-70                    | Espagne                      |  | Carioca Arena 1, Rio de Janeiro Affluence : 8 039 Arbitres : Stephen Seibel Oļegs Latiševs Robert Lottermoser |
| 7 août 2016 19h00 (UTC−03:00) | Rapport | Score par quart-temps : 13-21, 19-17, 15-16, 25-16 |                          |                              |  | Carioca Arena 1, Rio de Janeiro Affluence : 8 039 Arbitres : Stephen Seibel Oļegs Latiševs Robert Lottermoser |
| 7 août 2016 19h00 (UTC−03:00) | Rapport | Score par mi-temps : 32-38, 40-32                  |                          |                              |  | Carioca Arena 1, Rio de Janeiro Affluence : 8 039 Arbitres : Stephen Seibel Oļegs Latiševs Robert Lottermoser |
| 7 août 2016 19h00 (UTC−03:00) | Rapport | Bogdanović 23 Babić, Šarić, Ukić 7 Šarić 5         | Points Rebonds Passes d. | Gasol 26 Gasol 9 Rodríguez 7 |  | Carioca Arena 1, Rio de Janeiro Affluence : 8 039 Arbitres : Stephen Seibel Oļegs Latiševs Robert Lottermoser |

| 7 août 2016 22h30 (UTC−03:00) | Rapport | Nigeria                                            | 66-94                    | Argentine                                |  | Carioca Arena 1, Rio de Janeiro Affluence : 8 425 Arbitres : Ilija Belošević Damir Javor Borys Ryzhyk |
| 7 août 2016 22h30 (UTC−03:00) | Rapport | Score par quart-temps : 15-22, 16-28, 19-22, 16-22 |                          |                                          |  | Carioca Arena 1, Rio de Janeiro Affluence : 8 425 Arbitres : Ilija Belošević Damir Javor Borys Ryzhyk |
| 7 août 2016 22h30 (UTC−03:00) | Rapport | Score par mi-temps : 31-50, 35-44                  |                          |                                          |  | Carioca Arena 1, Rio de Janeiro Affluence : 8 425 Arbitres : Ilija Belošević Damir Javor Borys Ryzhyk |
| 7 août 2016 22h30 (UTC−03:00) | Rapport | Diogu 15 Diogu 13 Gbinije, Umeh 3                  | Points Rebonds Passes d. | Campazzo 19 Scola 9 Campazzo, Ginóbili 5 |  | Carioca Arena 1, Rio de Janeiro Affluence : 8 425 Arbitres : Ilija Belošević Damir Javor Borys Ryzhyk |

| 9 août 2016 14h15 (UTC−03:00) | Rapport | Espagne                                            | 65-66                    | Brésil                       |  | Carioca Arena 1, Rio de Janeiro Affluence : 10 761 Arbitres : Ilija Belošević Damir Javor Roberto Vázquez |
| 9 août 2016 14h15 (UTC−03:00) | Rapport | Score par quart-temps : 13-18, 18-16, 14-19, 20-13 |                          |                              |  | Carioca Arena 1, Rio de Janeiro Affluence : 10 761 Arbitres : Ilija Belošević Damir Javor Roberto Vázquez |
| 9 août 2016 14h15 (UTC−03:00) | Rapport | Score par mi-temps : 31-34, 34-32                  |                          |                              |  | Carioca Arena 1, Rio de Janeiro Affluence : 10 761 Arbitres : Ilija Belošević Damir Javor Roberto Vázquez |
| 9 août 2016 14h15 (UTC−03:00) | Rapport | Gasol 13 Gasol 10 Rodríguez 5                      | Points Rebonds Passes d. | Huertas 11 Lima 10 Huertas 7 |  | Carioca Arena 1, Rio de Janeiro Affluence : 10 761 Arbitres : Ilija Belošević Damir Javor Roberto Vázquez |

| 9 août 2016 19h00 (UTC−03:00) | Rapport | Lituanie                                           | 89-80                    | Nigeria                |  | Carioca Arena 1, Rio de Janeiro Affluence : 5 785 Arbitres : Stephen Seibel Robert Lottermoser Anne Panther |
| 9 août 2016 19h00 (UTC−03:00) | Rapport | Score par quart-temps : 13-16, 23-25, 29-13, 24-26 |                          |                        |  | Carioca Arena 1, Rio de Janeiro Affluence : 5 785 Arbitres : Stephen Seibel Robert Lottermoser Anne Panther |
| 9 août 2016 19h00 (UTC−03:00) | Rapport | Score par mi-temps : 36-41, 53-39                  |                          |                        |  | Carioca Arena 1, Rio de Janeiro Affluence : 5 785 Arbitres : Stephen Seibel Robert Lottermoser Anne Panther |
| 9 août 2016 19h00 (UTC−03:00) | Rapport | Mačiulis 21 Sabonis 7 Kalnietis 12                 | Points Rebonds Passes d. | Diogu 19 Diogu 7 Ere 4 |  | Carioca Arena 1, Rio de Janeiro Affluence : 5 785 Arbitres : Stephen Seibel Robert Lottermoser Anne Panther |

| 9 août 2016 22h30 (UTC−03:00) | Rapport | Argentine                                          | 90-82                    | Croatie                   |  | Carioca Arena 1, Rio de Janeiro Affluence : 8 514 Arbitres : Chrístos Christodoúlou Steven Anderson José Reyes |
| 9 août 2016 22h30 (UTC−03:00) | Rapport | Score par quart-temps : 22-22, 24-18, 27-14, 17-28 |                          |                           |  | Carioca Arena 1, Rio de Janeiro Affluence : 8 514 Arbitres : Chrístos Christodoúlou Steven Anderson José Reyes |
| 9 août 2016 22h30 (UTC−03:00) | Rapport | Score par mi-temps : 46-40, 44-42                  |                          |                           |  | Carioca Arena 1, Rio de Janeiro Affluence : 8 514 Arbitres : Chrístos Christodoúlou Steven Anderson José Reyes |
| 9 août 2016 22h30 (UTC−03:00) | Rapport | Scola 23 Scola 9 Campazzo 8                        | Points Rebonds Passes d. | Šarić 19 Šarić 10 Šarić 7 |  | Carioca Arena 1, Rio de Janeiro Affluence : 8 514 Arbitres : Chrístos Christodoúlou Steven Anderson José Reyes |

| 11 août 2016 14h15 (UTC−03:00) | Rapport | Brésil                                             | 76-80                    | Croatie                      |  | Carioca Arena 1, Rio de Janeiro Affluence : 10 756 Arbitres : Borys Ryzhyk Oļegs Latiševs Roberto Vázquez |
| 11 août 2016 14h15 (UTC−03:00) | Rapport | Score par quart-temps : 17-19, 14-22, 19-18, 26-21 |                          |                              |  | Carioca Arena 1, Rio de Janeiro Affluence : 10 756 Arbitres : Borys Ryzhyk Oļegs Latiševs Roberto Vázquez |
| 11 août 2016 14h15 (UTC−03:00) | Rapport | Score par mi-temps : 31-41, 45-39                  |                          |                              |  | Carioca Arena 1, Rio de Janeiro Affluence : 10 756 Arbitres : Borys Ryzhyk Oļegs Latiševs Roberto Vázquez |
| 11 août 2016 14h15 (UTC−03:00) | Rapport | Barbosa 16 Lima 6 Huertas 9                        | Points Rebonds Passes d. | Bogdanović 33 Šarić 7 Ukić 4 |  | Carioca Arena 1, Rio de Janeiro Affluence : 10 756 Arbitres : Borys Ryzhyk Oļegs Latiševs Roberto Vázquez |

| 11 août 2016 19h00 (UTC−03:00) | Rapport | Nigeria                                            | 87-96                    | Espagne                  |  | Carioca Arena 1, Rio de Janeiro Affluence : 6 999 Arbitres : Steven Anderson José Reyes Zhu Duan |
| 11 août 2016 19h00 (UTC−03:00) | Rapport | Score par quart-temps : 11-25, 30-18, 25-22, 21-31 |                          |                          |  | Carioca Arena 1, Rio de Janeiro Affluence : 6 999 Arbitres : Steven Anderson José Reyes Zhu Duan |
| 11 août 2016 19h00 (UTC−03:00) | Rapport | Score par mi-temps : 41-43, 46-53                  |                          |                          |  | Carioca Arena 1, Rio de Janeiro Affluence : 6 999 Arbitres : Steven Anderson José Reyes Zhu Duan |
| 11 août 2016 19h00 (UTC−03:00) | Rapport | Oguchi 24 Diogu 7 Uzoh 7                           | Points Rebonds Passes d. | Gasol 24 Reyes 9 Llull 5 |  | Carioca Arena 1, Rio de Janeiro Affluence : 6 999 Arbitres : Steven Anderson José Reyes Zhu Duan |

| 11 août 2016 22h30 (UTC−03:00) | Rapport | Lituanie                                           | 81-73                    | Argentine                            |  | Carioca Arena 1, Rio de Janeiro Affluence : 11 093 Arbitres : Ilija Belošević Damir Javor Eddie Viator |
| 11 août 2016 22h30 (UTC−03:00) | Rapport | Score par quart-temps : 16-15, 14-12, 27-22, 24-24 |                          |                                      |  | Carioca Arena 1, Rio de Janeiro Affluence : 11 093 Arbitres : Ilija Belošević Damir Javor Eddie Viator |
| 11 août 2016 22h30 (UTC−03:00) | Rapport | Score par mi-temps : 30-27, 51-46                  |                          |                                      |  | Carioca Arena 1, Rio de Janeiro Affluence : 11 093 Arbitres : Ilija Belošević Damir Javor Eddie Viator |
| 11 août 2016 22h30 (UTC−03:00) | Rapport | Kuzminskas 23 Valančiūnas 10 Kalnietis 7           | Points Rebonds Passes d. | Ginóbili 22 Nocioni, Scola 7 Scola 4 |  | Carioca Arena 1, Rio de Janeiro Affluence : 11 093 Arbitres : Ilija Belošević Damir Javor Eddie Viator |

| 13 août 2016 14h15 (UTC−03:00) | Rapport | Argentine                                                             | 111-107                  | Brésil                   | a2p | Carioca Arena 1, Rio de Janeiro Affluence : 11 701 Arbitres : Chrístos Christodoúlou José Reyes Stephen Seibel |
| 13 août 2016 14h15 (UTC−03:00) | Rapport | Score par quart-temps : 28-19, 16-33, 23-20, 18-13, OT : 10-10, 16-12 |                          |                          | a2p | Carioca Arena 1, Rio de Janeiro Affluence : 11 701 Arbitres : Chrístos Christodoúlou José Reyes Stephen Seibel |
| 13 août 2016 14h15 (UTC−03:00) | Rapport | Score par mi-temps : 44-52, 67-55                                     |                          |                          | a2p | Carioca Arena 1, Rio de Janeiro Affluence : 11 701 Arbitres : Chrístos Christodoúlou José Reyes Stephen Seibel |
| 13 août 2016 14h15 (UTC−03:00) | Rapport | Nocioni 37 Nocioni 11 Campazzo 11                                     | Points Rebonds Passes d. | Nenê 24 Nenê 11 Garcia 8 | a2p | Carioca Arena 1, Rio de Janeiro Affluence : 11 701 Arbitres : Chrístos Christodoúlou José Reyes Stephen Seibel |

| 13 août 2016 19h00 (UTC−03:00) | Rapport | Espagne                                            | 109-59                   | Lituanie                                    |  | Carioca Arena 1, Rio de Janeiro Affluence : 11 045 Arbitres : Ilija Belošević Oļegs Latiševs Roberto Vázquez |
| 13 août 2016 19h00 (UTC−03:00) | Rapport | Score par quart-temps : 26-11, 22-18, 36-16, 25-14 |                          |                                             |  | Carioca Arena 1, Rio de Janeiro Affluence : 11 045 Arbitres : Ilija Belošević Oļegs Latiševs Roberto Vázquez |
| 13 août 2016 19h00 (UTC−03:00) | Rapport | Score par mi-temps : 48-29, 61-30                  |                          |                                             |  | Carioca Arena 1, Rio de Janeiro Affluence : 11 045 Arbitres : Ilija Belošević Oļegs Latiševs Roberto Vázquez |
| 13 août 2016 19h00 (UTC−03:00) | Rapport | Gasol 23 Reyes 9 Llull 6                           | Points Rebonds Passes d. | Kuzminskas 17 Valančiūnas 10 Cinq joueurs 2 |  | Carioca Arena 1, Rio de Janeiro Affluence : 11 045 Arbitres : Ilija Belošević Oļegs Latiševs Roberto Vázquez |

| 13 août 2016 17h45 (UTC−03:00) | Rapport | Croatie                                            | 76-90                    | Nigeria                |  | Carioca Arena 1, Rio de Janeiro Affluence : 8 720 Arbitres : Steven Anderson Damir Javor Scott Beker |
| 13 août 2016 17h45 (UTC−03:00) | Rapport | Score par quart-temps : 28-21, 11-22, 17-27, 20-20 |                          |                        |  | Carioca Arena 1, Rio de Janeiro Affluence : 8 720 Arbitres : Steven Anderson Damir Javor Scott Beker |
| 13 août 2016 17h45 (UTC−03:00) | Rapport | Score par mi-temps : 39-43, 37-47                  |                          |                        |  | Carioca Arena 1, Rio de Janeiro Affluence : 8 720 Arbitres : Steven Anderson Damir Javor Scott Beker |
| 13 août 2016 17h45 (UTC−03:00) | Rapport | Bogdanović 28 Šarić, Simon 6 Ukić 4                | Points Rebonds Passes d. | Umeh 19 Diogu 12 Ere 6 |  | Carioca Arena 1, Rio de Janeiro Affluence : 8 720 Arbitres : Steven Anderson Damir Javor Scott Beker |

| 15 août 2016 14h15 (UTC−03:00) | Rapport | Nigeria                                             | 69-86                    | Brésil                    |  | Carioca Arena 1, Rio de Janeiro Affluence : 11 173 Arbitres : Ilija Belošević Ferdinand Pascual Robert Lottermoser |
| 15 août 2016 14h15 (UTC−03:00) | Rapport | Score par quart-temps : 16-15, 15-27, 21--17, 17-27 |                          |                           |  | Carioca Arena 1, Rio de Janeiro Affluence : 11 173 Arbitres : Ilija Belošević Ferdinand Pascual Robert Lottermoser |
| 15 août 2016 14h15 (UTC−03:00) | Rapport | Score par mi-temps : 31-42, 38-44                   |                          |                           |  | Carioca Arena 1, Rio de Janeiro Affluence : 11 173 Arbitres : Ilija Belošević Ferdinand Pascual Robert Lottermoser |
| 15 août 2016 14h15 (UTC−03:00) | Rapport | Akognon 16 Aminu 7 Aminu, Diogu, Umeh, Uzoh 2       | Points Rebonds Passes d. | Nenê 29 Nenê 7 Huertas 11 |  | Carioca Arena 1, Rio de Janeiro Affluence : 11 173 Arbitres : Ilija Belošević Ferdinand Pascual Robert Lottermoser |

| 15 août 2016 19h00 (UTC−03:00) | Rapport | Espagne                                            | 92-73                    | Argentine                                               |  | Carioca Arena 1, Rio de Janeiro Affluence : 10 949 Arbitres : Chrístos Christodoúlou Stephen Seibel Roberto Vázquez |
| 15 août 2016 19h00 (UTC−03:00) | Rapport | Score par quart-temps : 25-15, 23-20, 23-22, 21-16 |                          |                                                         |  | Carioca Arena 1, Rio de Janeiro Affluence : 10 949 Arbitres : Chrístos Christodoúlou Stephen Seibel Roberto Vázquez |
| 15 août 2016 19h00 (UTC−03:00) | Rapport | Score par mi-temps : 48-35, 44-38                  |                          |                                                         |  | Carioca Arena 1, Rio de Janeiro Affluence : 10 949 Arbitres : Chrístos Christodoúlou Stephen Seibel Roberto Vázquez |
| 15 août 2016 19h00 (UTC−03:00) | Rapport | Fernández 23 Gasol 13 Rodríguez, Llull 5           | Points Rebonds Passes d. | Laprovíttola 21 Delía, Ginobili, Scola 5 Laprovíttola 4 |  | Carioca Arena 1, Rio de Janeiro Affluence : 10 949 Arbitres : Chrístos Christodoúlou Stephen Seibel Roberto Vázquez |

| 15 août 2016 22h30 (UTC−03:00) | Rapport | Lituanie                                           | 81-90                    | Croatie                        |  | Carioca Arena 1, Rio de Janeiro Affluence : 7 809 Arbitres : Borys Ryzhyk Steven Anderson Piotr Pastusiak |
| 15 août 2016 22h30 (UTC−03:00) | Rapport | Score par quart-temps : 21-13, 20-34, 14-28, 26-15 |                          |                                |  | Carioca Arena 1, Rio de Janeiro Affluence : 7 809 Arbitres : Borys Ryzhyk Steven Anderson Piotr Pastusiak |
| 15 août 2016 22h30 (UTC−03:00) | Rapport | Score par mi-temps : 41-47, 40-43                  |                          |                                |  | Carioca Arena 1, Rio de Janeiro Affluence : 7 809 Arbitres : Borys Ryzhyk Steven Anderson Piotr Pastusiak |
| 15 août 2016 22h30 (UTC−03:00) | Rapport | Kalnietis 26 Valančiūnas 6 Kalnietis 11            | Points Rebonds Passes d. | Bogdanović 22 Simon 10 Simon 6 |  | Carioca Arena 1, Rio de Janeiro Affluence : 7 809 Arbitres : Borys Ryzhyk Steven Anderson Piotr Pastusiak |

## Phase finale

### Tableau
|  | Quarts de finale            | Quarts de finale            |                             |                             | Demi-finales                | Demi-finales                |    |  | Finale                      | Finale                      |
|  | Quarts de finale            | Quarts de finale            |                             |                             | Demi-finales                | Demi-finales                |    |  | Finale                      | Finale                      |
|  |                             |                             |                             |                             |                             |                             |    |  |                             |                             |
|  | 17 août à 11h00 (UTC−03:00) | 17 août à 11h00 (UTC−03:00) |                             |                             | 19 août à 19h00 (UTC−03:00) | 19 août à 19h00 (UTC−03:00) |    |  | 21 août à 15h45 (UTC−03:00) | 21 août à 15h45 (UTC−03:00) |
|  | 17 août à 11h00 (UTC−03:00) | 17 août à 11h00 (UTC−03:00) |                             |                             | 19 août à 19h00 (UTC−03:00) | 19 août à 19h00 (UTC−03:00) |    |  | 21 août à 15h45 (UTC−03:00) | 21 août à 15h45 (UTC−03:00) |
|  | [A2] Australie              | 90                          |                             |                             | 19 août à 19h00 (UTC−03:00) | 19 août à 19h00 (UTC−03:00) |    |  | 21 août à 15h45 (UTC−03:00) | 21 août à 15h45 (UTC−03:00) |
|  | [A2] Australie              | 90                          |                             |                             | 19 août à 19h00 (UTC−03:00) | 19 août à 19h00 (UTC−03:00) |    |  | 21 août à 15h45 (UTC−03:00) | 21 août à 15h45 (UTC−03:00) |
|  | [B3] Lituanie               | 64                          |                             |                             | 19 août à 19h00 (UTC−03:00) | 19 août à 19h00 (UTC−03:00) |    |  | 21 août à 15h45 (UTC−03:00) | 21 août à 15h45 (UTC−03:00) |
|  | [B3] Lituanie               | 64                          | Australie                   | 61                          |                             |                             |    |  | 21 août à 15h45 (UTC−03:00) | 21 août à 15h45 (UTC−03:00) |
|  | 17 août à 22h15 (UTC−03:00) |                             | Australie                   | 61                          |                             |                             |    |  | 21 août à 15h45 (UTC−03:00) | 21 août à 15h45 (UTC−03:00) |
|  |                             | Serbie                      | 87                          |                             |                             |                             |    |  | 21 août à 15h45 (UTC−03:00) | 21 août à 15h45 (UTC−03:00) |
|  | [B1] Croatie                | Serbie                      | 87                          | 83                          |                             |                             |    |  | 21 août à 15h45 (UTC−03:00) | 21 août à 15h45 (UTC−03:00) |
|  | [B1] Croatie                |                             |                             | 83                          |                             |                             |    |  | 21 août à 15h45 (UTC−03:00) | 21 août à 15h45 (UTC−03:00) |
|  | [A4] Serbie                 | 86                          |                             |                             |                             |                             |    |  | 21 août à 15h45 (UTC−03:00) | 21 août à 15h45 (UTC−03:00) |
|  | [A4] Serbie                 | 86                          | Serbie                      | 66                          |                             |                             |    |  |                             |                             |
|  | 17 août à 14h30 (UTC−03:00) |                             | Serbie                      | 66                          |                             |                             |    |  |                             |                             |
|  |                             | États-Unis                  | 96                          |                             |                             |                             |    |  |                             |                             |
|  | [B2] Espagne                | États-Unis                  | 96                          | 92                          |                             |                             |    |  |                             |                             |
|  | [B2] Espagne                | 19 août à 15h30 (UTC−03:00) |                             | 92                          |                             |                             |    |  |                             |                             |
|  | [A3] France                 | 67                          |                             |                             |                             |                             |    |  |                             |                             |
|  | [A3] France                 | 67                          | Espagne                     | 76                          |                             |                             |    |  |                             |                             |
|  | 17 août à 18h45 (UTC−03:00) | 17 août à 18h45 (UTC−03:00) | Espagne                     | 76                          | Match pour la 3e place      | Match pour la 3e place      |    |  |                             |                             |
|  | 17 août à 18h45 (UTC−03:00) | 17 août à 18h45 (UTC−03:00) |                             | États-Unis                  | Match pour la 3e place      | Match pour la 3e place      | 82 |  |                             |                             |
|  | [A1] États-Unis             | 105                         | 21 août à 11h30 (UTC−03:00) | 21 août à 11h30 (UTC−03:00) |                             |                             | 82 |  |                             |                             |
|  | [A1] États-Unis             | 105                         | 21 août à 11h30 (UTC−03:00) | 21 août à 11h30 (UTC−03:00) |                             |                             |    |  |                             |                             |
|  | [B4] Argentine              | 78                          |                             | Australie                   | 88                          |                             |    |  |                             |                             |
|  | [B4] Argentine              | 78                          |                             | Australie                   | 88                          |                             |    |  |                             |                             |
|  |                             |                             |                             |                             |                             |                             |    |  | Espagne                     | 89                          |
|  |                             |                             |                             |                             |                             |                             |    |  | Espagne                     | 89                          |

### Quarts de finale
| 17 août 2016 11h00 (UTC−03:00) | Rapport | Australie                                          | 90-64                    | Lituanie                                             |  | Carioca Arena 1, Rio de Janeiro Affluence : 9 348 Arbitres : Steven Anderson Stephen Seibel Piotr Pastusiak |
| 17 août 2016 11h00 (UTC−03:00) | Rapport | Score par quart-temps : 26-17, 22-13, 22-13, 20-21 |                          |                                                      |  | Carioca Arena 1, Rio de Janeiro Affluence : 9 348 Arbitres : Steven Anderson Stephen Seibel Piotr Pastusiak |
| 17 août 2016 11h00 (UTC−03:00) | Rapport | Score par mi-temps : 48-30, 42-34                  |                          |                                                      |  | Carioca Arena 1, Rio de Janeiro Affluence : 9 348 Arbitres : Steven Anderson Stephen Seibel Piotr Pastusiak |
| 17 août 2016 11h00 (UTC−03:00) | Rapport | Mills 24 Bogut 7 Bogut 6                           | Points Rebonds Passes d. | Kalnietis, Kavaliauskas 12 Valančiūnas 8 Kalnietis 5 |  | Carioca Arena 1, Rio de Janeiro Affluence : 9 348 Arbitres : Steven Anderson Stephen Seibel Piotr Pastusiak |

| 17 août 2016 14h30 (UTC−03:00) | Rapport | Espagne                                            | 92-67                    | France                     |  | Carioca Arena 1, Rio de Janeiro Affluence : 9 725 Arbitres : José Reyes Damir Javor Oļegs Latiševs |
| 17 août 2016 14h30 (UTC−03:00) | Rapport | Score par quart-temps : 19-16, 24-14, 26-19, 23-18 |                          |                            |  | Carioca Arena 1, Rio de Janeiro Affluence : 9 725 Arbitres : José Reyes Damir Javor Oļegs Latiševs |
| 17 août 2016 14h30 (UTC−03:00) | Rapport | Score par mi-temps : 43-30, 49-37                  |                          |                            |  | Carioca Arena 1, Rio de Janeiro Affluence : 9 725 Arbitres : José Reyes Damir Javor Oļegs Latiševs |
| 17 août 2016 14h30 (UTC−03:00) | Rapport | Mirotić 23 Gasol 8 Navarro, Rubio 5                | Points Rebonds Passes d. | Parker 14 Gobert 12 Diaw 5 |  | Carioca Arena 1, Rio de Janeiro Affluence : 9 725 Arbitres : José Reyes Damir Javor Oļegs Latiševs |

| 17 août 2016 18h45 (UTC−03:00) | Rapport | États-Unis                                         | 105-78                   | Argentine                    |  | Carioca Arena 1, Rio de Janeiro Affluence : 11 700 Arbitres : Ilija Belošević Guilherme Locatelli Robert Lottermoser |
| 17 août 2016 18h45 (UTC−03:00) | Rapport | Score par quart-temps : 25-21, 31-19, 31-21, 18-17 |                          |                              |  | Carioca Arena 1, Rio de Janeiro Affluence : 11 700 Arbitres : Ilija Belošević Guilherme Locatelli Robert Lottermoser |
| 17 août 2016 18h45 (UTC−03:00) | Rapport | Score par mi-temps : 56-40, 49-38                  |                          |                              |  | Carioca Arena 1, Rio de Janeiro Affluence : 11 700 Arbitres : Ilija Belošević Guilherme Locatelli Robert Lottermoser |
| 17 août 2016 18h45 (UTC−03:00) | Rapport | Durant 27 George 8 Durant 6                        | Points Rebonds Passes d. | Scola 15 Scola 10 Campazzo 9 |  | Carioca Arena 1, Rio de Janeiro Affluence : 11 700 Arbitres : Ilija Belošević Guilherme Locatelli Robert Lottermoser |

| 17 août 2016 22h15 (UTC−03:00) | Rapport | Croatie                                            | 83-86                    | Serbie                                                    |  | Carioca Arena 1, Rio de Janeiro Affluence : 9 027 Arbitres : Juan Carlos García Borys Ryzhyk Roberto Vázquez |
| 17 août 2016 22h15 (UTC−03:00) | Rapport | Score par quart-temps : 19-20, 19-12, 14-34, 31-20 |                          |                                                           |  | Carioca Arena 1, Rio de Janeiro Affluence : 9 027 Arbitres : Juan Carlos García Borys Ryzhyk Roberto Vázquez |
| 17 août 2016 22h15 (UTC−03:00) | Rapport | Score par mi-temps : 38-32, 45-54                  |                          |                                                           |  | Carioca Arena 1, Rio de Janeiro Affluence : 9 027 Arbitres : Juan Carlos García Borys Ryzhyk Roberto Vázquez |
| 17 août 2016 22h15 (UTC−03:00) | Rapport | Boj. Bogdanović 28 Planinić 9 Simon 5              | Points Rebonds Passes d. | Bog. Bogdanović 18 Marković, Kalinić, Jović 4 Teodosić 10 |  | Carioca Arena 1, Rio de Janeiro Affluence : 9 027 Arbitres : Juan Carlos García Borys Ryzhyk Roberto Vázquez |

### Demi-finales
| 19 août 2016 15h30 (UTC−03:00) | Rapport | Espagne                                            | 76-82                    | États-Unis                              |  | Carioca Arena 1, Rio de Janeiro Affluence : 10 455 Arbitres : Chrístos Christodoúlou José Reyes Guilherme Locatelli |
| 19 août 2016 15h30 (UTC−03:00) | Rapport | Score par quart-temps : 17-26, 22-19, 18-21, 19-16 |                          |                                         |  | Carioca Arena 1, Rio de Janeiro Affluence : 10 455 Arbitres : Chrístos Christodoúlou José Reyes Guilherme Locatelli |
| 19 août 2016 15h30 (UTC−03:00) | Rapport | Score par mi-temps : 39-45, 37-37                  |                          |                                         |  | Carioca Arena 1, Rio de Janeiro Affluence : 10 455 Arbitres : Chrístos Christodoúlou José Reyes Guilherme Locatelli |
| 19 août 2016 15h30 (UTC−03:00) | Rapport | Gasol 23 Gasol 8 Rodríguez 5                       | Points Rebonds Passes d. | Thompson 22 Jordan 16 Lowry, Thompson 3 |  | Carioca Arena 1, Rio de Janeiro Affluence : 10 455 Arbitres : Chrístos Christodoúlou José Reyes Guilherme Locatelli |

| 19 août 2016 19h00 (UTC−03:00) | Rapport | Australie                                        | 61-87                    | Serbie                                    |  | Carioca Arena 1, Rio de Janeiro Affluence : 9 655 Arbitres : Stephen Seibel Robert Lottermoser Oļegs Latiševs |
| 19 août 2016 19h00 (UTC−03:00) | Rapport | Score par quart-temps : 5-16, 9-19, 24-31, 23-21 |                          |                                           |  | Carioca Arena 1, Rio de Janeiro Affluence : 9 655 Arbitres : Stephen Seibel Robert Lottermoser Oļegs Latiševs |
| 19 août 2016 19h00 (UTC−03:00) | Rapport | Score par mi-temps : 14-35, 47-51                |                          |                                           |  | Carioca Arena 1, Rio de Janeiro Affluence : 9 655 Arbitres : Stephen Seibel Robert Lottermoser Oļegs Latiševs |
| 19 août 2016 19h00 (UTC−03:00) | Rapport | Mills, Motum 13 Baynes 8 Broekhoff 4             | Points Rebonds Passes d. | Teodosić 22 Jokić 11 Marković, Teodosić 5 |  | Carioca Arena 1, Rio de Janeiro Affluence : 9 655 Arbitres : Stephen Seibel Robert Lottermoser Oļegs Latiševs |

### Troisième place
| 21 août 2016 11h30 (UTC−03:00) | Rapport | Australie                                          | 88-89                    | Espagne                       |  | Carioca Arena 1, Rio de Janeiro Affluence : 9 449 Arbitres : Ilija Belošević Steven Anderson Roberto Vázquez |
| 21 août 2016 11h30 (UTC−03:00) | Rapport | Score par quart-temps : 17-23, 21-17, 26-27, 24-22 |                          |                               |  | Carioca Arena 1, Rio de Janeiro Affluence : 9 449 Arbitres : Ilija Belošević Steven Anderson Roberto Vázquez |
| 21 août 2016 11h30 (UTC−03:00) | Rapport | Score par mi-temps : 38-40, 50-49                  |                          |                               |  | Carioca Arena 1, Rio de Janeiro Affluence : 9 449 Arbitres : Ilija Belošević Steven Anderson Roberto Vázquez |
| 21 août 2016 11h30 (UTC−03:00) | Rapport | Mills 30 Lisch, Motum 6 Dellavedova 8              | Points Rebonds Passes d. | Gasol 31 Gasol 11 Rodríguez 5 |  | Carioca Arena 1, Rio de Janeiro Affluence : 9 449 Arbitres : Ilija Belošević Steven Anderson Roberto Vázquez |

### Finale
| 21 août 2016 15h45 (UTC−03:00) | Rapport | Serbie                                             | 66-96                    | États-Unis                   |  | Carioca Arena 1, Rio de Janeiro Affluence : 10 658 Arbitres : José Reyes Borys Ryzhyk Juan Carlos García |
| 21 août 2016 15h45 (UTC−03:00) | Rapport | Score par quart-temps : 15-19, 14-33, 14-27, 23-17 |                          |                              |  | Carioca Arena 1, Rio de Janeiro Affluence : 10 658 Arbitres : José Reyes Borys Ryzhyk Juan Carlos García |
| 21 août 2016 15h45 (UTC−03:00) | Rapport | Score par mi-temps : 29-52, 37-44                  |                          |                              |  | Carioca Arena 1, Rio de Janeiro Affluence : 10 658 Arbitres : José Reyes Borys Ryzhyk Juan Carlos García |
| 21 août 2016 15h45 (UTC−03:00) | Rapport | Nedović 14 Jokić 4 Bogdanović, Jović, Teodosić 3   | Points Rebonds Passes d. | Durant 30 Cousins 15 Lowry 5 |  | Carioca Arena 1, Rio de Janeiro Affluence : 10 658 Arbitres : José Reyes Borys Ryzhyk Juan Carlos García |

## Statistiques

### Statistiques individuelles du tournoi
| Naom             | Matches joués | Moyenne |
| ---------------- | ------------- | ------- |
| Bojan Bogdanović | 6             | 25.3    |
| Patty Mills      | 7             | 21.3    |
| Yi Jianlian      | 5             | 20.4    |
| Pau Gasol        | 8             | 19.5    |
| Kevin Durant     | 8             | 19.4    |

| Nom               | Matches joués | Moyenne |
| ----------------- | ------------- | ------- |
| Pau Gasol         | 8             | 8.9     |
| Ike Diogu         | 5             | 8.6     |
| Luis Scola        | 6             | 8.3     |
| Rudy Gobert       | 6             | 7.2     |
| Jonas Valančiūnas | 6             | 7.0     |

| Nom                 | Matches joués | Moyenne |
| ------------------- | ------------- | ------- |
| Mantas Kalnietis    | 6             | 7.5     |
| Matthew Dellavedova | 8             | 7.0     |
| Marcelinho Huertas  | 5             | 6.6     |
| Facundo Campazzo    | 6             | 5.8     |
| Miloš Teodosić      | 8             | 5.4     |

| Nom          | Matches joués | Moyenne |
| ------------ | ------------- | ------- |
| Ekene Ibekwe | 5             | 2.4     |
| Pau Gasol    | 8             | 1.9     |
| Rudy Gobert  | 6             | 1.8     |
| Andrew Bogut | 7             | 1.4     |
| Ike Diogu    | 5             | 1.2     |

| Nom              | Matches joués | Moyenne |
| ---------------- | ------------- | ------- |
| Facundo Campazzo | 6             | 2.8     |
| Gregory Vargas   | 5             | 2.2     |
| Nenê             | 5             | 2.0     |
| Rudy Fernández   | 8             | 1.9     |
| Nikola Jokić     | 8             | 1.5     |
| Paul George      | 8             | 1.5     |

| Nom              | Matches joués | Moyenne |
| ---------------- | ------------- | ------- |
| Bojan Bogdanović | 6             | 35.3    |
| Dario Šarić      | 6             | 33.1    |
| Yi Jianlian      | 5             | 32.8    |
| Mantas Kalnietis | 6             | 31.7    |
| Andrés Nocioni   | 6             | 31.7    |

### Meilleures performances individuelles en un match
| Statistiques                    | Nom                                                   | Total      | Adversaire                          |
| ------------------------------- | ----------------------------------------------------- | ---------- | ----------------------------------- |
| Points                          | Andrés Nocioni                                        | 37         | Brésil                              |
| Rebonds                         | DeAndre Jordan                                        | 16         | Espagne                             |
| Passes décisives                | Matthew Dellavedova                                   | 13         | Serbie                              |
| Contres                         | Rudy Gobert                                           | 5          | Chine                               |
| Interceptions                   | Facundo Campazzo                                      | 5          | Nigeria                             |
| Minutes                         | Andrés Nocioni                                        | 47:23      | Brésil                              |
| Pourcentage aux tirs            | Andrew Bogut                                          | 90% (9/10) | France                              |
| Pourcentage aux tirs à 2-points | Nikola Mirotić                                        | 100% (7/7) | Lituanie                            |
| Pourcentage aux tirs à 3-points | Pau Gasol                                             | 100% (5/5) | Lituanie                            |
| Pourcentage aux lancer-francs   | Patty Mills Jimmy Butler Gregory Vargas Nando de Colo | 100% (8/8) | Serbie Venezuela Chine Serbie Chine |
| Balles perdues                  | Miloš Teodosić Dario Šarić Jonas Mačiulis             | 6          | Australie Brésil Argentine          |

| Statistiques            | Nom                          | Total | Adversaire          |
| ----------------------- | ---------------------------- | ----- | ------------------- |
| Tirs réussis            | Pau Gasol                    | 12    | Australie           |
| Tirs tentés             | Facundo Campazzo Patty Mills | 22    | Brésil États-Unis   |
| Tirs à 2-points réussis | Nenê Pau Gasol               | 11    | Argentine Australie |
| Tirs à 2-points tentés  | Nenê                         | 17    | Argentine           |
| Tirs à 3-points réussis | Carmelo Anthony              | 9     | Australie           |
| Tirs à 3-points tentés  | Carmelo Anthony              | 15    | Australie           |
| Lancer-francs réussis   | Miroslav Raduljica           | 11    | Australie           |
| Lancer-francs tentés    | Manu Ginóbili                | 17    | Lituanie            |
| Rebonds offensifs       | Ike Diogu                    | 8     | Croatie             |
| Rebonds défensifs       | DeAndre Jordan               | 13    | Espagne             |

### Statistiques par équipes du tournoi
| Équipe     | Matches joués | Moyenne |
| ---------- | ------------- | ------- |
| États-Unis | 8             | 100.9   |
| Argentine  | 6             | 86.5    |
| Espagne    | 8             | 86.1    |
| Australie  | 8             | 85.4    |
| Serbie     | 8             | 83.1    |

| Équipe     | Matches joués | Moyenne |
| ---------- | ------------- | ------- |
| États-Unis | 8             | 45.5    |
| Espagne    | 8             | 38.3    |
| Brésil     | 5             | 38.2    |
| Argentine  | 6             | 38.2    |
| Croatie    | 6             | 38.2    |

| Équipe     | Matches joués | Moyenne |
| ---------- | ------------- | ------- |
| Australie  | 8             | 24.3    |
| États-Unis | 8             | 24.0    |
| Serbie     | 8             | 22.1    |
| France     | 6             | 21.2    |
| Espagne    | 8             | 20.5    |

| Équipe     | Matches joués | Moyenne |
| ---------- | ------------- | ------- |
| Nigeria    | 5             | 5.0     |
| États-Unis | 8             | 3.5     |
| France     | 6             | 3.5     |
| Lituanie   | 6             | 3.5     |
| Espagne    | 8             | 3.0     |

| Équipe     | Matches joués | Moyenne |
| ---------- | ------------- | ------- |
| États-Unis | 8             | 8.8     |
| Argentine  | 6             | 8.7     |
| Serbie     | 8             | 8.4     |
| Venezuela  | 5             | 7.8     |
| Espagne    | 8             | 7.6     |
| Chine      | 5             | 7.6     |

### Meilleures performances par équipe en un match
| Statistiques                    | Équipe     | Total | Adversaire |
| ------------------------------- | ---------- | ----- | ---------- |
| Points                          | États-Unis | 119   | Chine      |
| Rebonds                         | États-Unis | 54    | Argentine  |
| Passes décisives                | Australie  | 34    | Chine      |
| Contres                         | France     | 8     | Chine      |
| Interceptions                   | États-Unis | 15    | Chine      |
| Pourcentage aux tirs            | France     | 61.2% | Venezuela  |
| Pourcentage aux tirs à 2-points | États-Unis | 69.4% | France     |
| Pourcentage aux tirs à 3-points | Croatie    | 57.9% | Lituanie   |
| Pourcentage aux lancer-francs   | Croatie    | 88.2% | Brésil     |
| Balles perdues                  | Chine      | 24    | États-Unis |

| Statistiques            | Équipe                       | Total | Adversaire                     |
| ----------------------- | ---------------------------- | ----- | ------------------------------ |
| Tirs réussis            | France États-Unis            | 41    | Venezuela États-Unis Argentine |
| Tirs tentés             | États-Unis                   | 89    | Argentine                      |
| Tirs à 2-points réussis | France                       | 36    | Venezuela États-Unis           |
| Tirs à 2-points tentés  | Brésil                       | 57    | Argentine                      |
| Tirs à 3-points réussis | Argentine Nigeria États-Unis | 17    | Brésil Croatie Australie       |
| Tirs à 3-points tentés  | Argentine                    | 42    | Brésil                         |
| Lancer-francs réussis   | États-Unis                   | 33    | Serbie Chine                   |
| Lancer-francs tentés    | États-Unis                   | 45    | Chine                          |
| Rebonds offensifs       | États-Unis                   | 21    | Australie Espagne              |
| Rebonds défensifs       | Lituanie                     | 40    | Argentine                      |

### Classements
| Rang | Équipe     | J | V | D | PP  | PC  | Diff | Pts | Statut                        |
| ---- | ---------- | - | - | - | --- | --- | ---- | --- | ----------------------------- |
| 1    | États-Unis | 8 | 8 | 0 | 807 | 627 | +180 | ?   | Vainqueur de la finale        |
| 2    | Serbie     | 8 | 4 | 4 | 665 | 627 | +38  | ?   | Perdant de la finale          |
| 3    | Espagne    | 8 | 5 | 3 | 689 | 594 | +95  | ?   | Vainqueur de la petite finale |
| 4    | Australie  | 8 | 5 | 3 | 683 | 608 | +75  | ?   | Perdant de la petite finale   |
| 5    | Croatie    | 6 | 3 | 3 | 483 | 493 | -10  | 9   | Éliminé en quart de finale    |
| 6    | France     | 6 | 3 | 3 | 490 | 470 | +20  | 9   | Éliminé en quart de finale    |
| 7    | Lituanie   | 6 | 3 | 3 | 456 | 518 | -62  | 9   | Éliminé en quart de finale    |
| 8    | Argentine  | 6 | 3 | 3 | 519 | 533 | -14  | 9   | Éliminé en quart de finale    |
| 9    | Brésil     | 5 | 2 | 3 | 411 | 407 | +4   | 7   | 5e de groupe                  |
| 10   | Venezuela  | 5 | 1 | 4 | 315 | 444 | -129 | 6   | 5e de groupe                  |
| 11   | Nigeria    | 5 | 1 | 4 | 392 | 441 | -49  | 6   | 6e de groupe                  |
| 12   | Chine      | 5 | 0 | 5 | 318 | 466 | -148 | 5   | 6e de groupe                  |

## Couverture médiatique et affluence

### Couverture médiatique
La charte olympique stipule que « Le CIO prend toutes les mesures nécessaires afin d'assurer aux Jeux olympiques la couverture la plus complète par les différents moyens de communication et d'information ainsi que l'audience la plus large possible dans le monde ». De plus la retransmission des Jeux olympiques est le moteur principal du financement du Mouvement olympique et des Jeux olympiques, de la croissance de sa popularité mondiale, ainsi que de la représentation mondiale et de la promotion des Jeux olympiques et des valeurs olympiques.